# علی‌آباد پایین (زاهدان)
علی‌آباد پایین یا علی‌آباد پایین ۲ روستایی در دهستان چشمه زیارت بخش مرکزی شهرستان زاهدان استان سیستان و بلوچستان ایران است.

## جمعیت
بر پایه سرشماری عمومی نفوس و مسکن در سال ۱۳۹۵ جمعیت این روستا ۲۱ نفر (۶خانوار) بوده‌است.